# Шотт, Антон
Антон Шотт (нем. Anton Schott; 24 июня 1846, замок Штауфенек близ Пидинга — 6 января 1913, Штутгарт) — немецкий певец (тенор).
Происходил из дворянского рода. В молодости служил в армии как офицер-артиллерист, что (согласно мемуарам Г. Э. Кребиля) дало повод впоследствии ироничному Гансу фон Бюлову называть Шотта «военным тенором-артиллеристом».
Учился вокалу у Агнес Шебест. Дебютировал в 1870 году в партии Макса в опере Карла Марии Вебера «Вольный стрелок». В 1871 году в Мюнхенской опере, в 1872—1875 годах — в Берлинской придворной опере, с 1877 года в Ганновере, где, в частности, был первым исполнителем партии Азима в опере Чарльза Вильерса Стенфорда «Покровенный пророк Хорасана» (по поэме Томаса Мура, 1881). В 1883 году участвовал в знаменитых вагнеровских гастролях по Италии в составе труппы Анджело Ноймана (вместе с дирижёром Антоном Зайдлем). Затем отправился в Метрополитен Опера, где стал ведущим тенором и, в частности, исполнителем партии Зигмунда в американской премьере «Валькирии» Вагнера (30 ноября 1885). После смерти Леопольда Дамроша рассматривался как возможный новый руководитель театра.